# Seznam zápasů kamerunské fotbalové reprezentace na MS
Kamerunská fotbalová reprezentace byla celkem 8x na mistrovstvích světa ve fotbale a to v letech 1982, 1990, 1994, 1998, 2002, 2010, 2014, 2022.
- Aktualizace po MS 2022 - Počet utkání - 26 - Vítězství - 5x - Remízy - 8x - Prohry - 13x

| Číslo | Soupeř         | Výsledek   | MS      | Fáze turnaje       | Góly Kamerunu                                                         |
| ----- | -------------- | ---------- | ------- | ------------------ | --------------------------------------------------------------------- |
| 1.    | Peru           | 0 – 0      | MS 1982 | základní skupina 1 | Ne                                                                    |
| 2.    | Polsko         | 0 – 0      | MS 1982 | základní skupina 1 | Ne                                                                    |
| 3.    | Itálie         | 1 – 1      | MS 1982 | základní skupina 1 | Grégoire Mbida                                                        |
| 4.    | Argentina      | 1 – 0      | MS 1990 | základní skupina B | François Omam-Biyik                                                   |
| 5.    | Rumunsko       | 2 – 1      | MS 1990 | základní skupina B | Roger Milla (2)                                                       |
| 6.    | Sovětský svaz  | 0 – 4      | MS 1990 | základní skupina B | Ne                                                                    |
| 7.    | Kolumbie       | 2 – 1 (PP) | MS 1990 | osmifinále         | Roger Milla (2)                                                       |
| 8.    | Anglie         | 2 – 3 (PP) | MS 1990 | čtvrtfinále        | Emmanuel Kundé (penalta), Eugène Ekéké                                |
| 9.    | Švédsko        | 2 – 2      | MS 1994 | základní skupina B | David Embé, François Omam-Biyik                                       |
| 10.   | Brazílie       | 0 – 3      | MS 1994 | základní skupina B | Ne                                                                    |
| 11.   | Rusko          | 1 – 6      | MS 1994 | základní skupina B | Roger Milla                                                           |
| 12.   | Rakousko       | 1 – 1      | MS 1998 | základní skupina B | Pierre Njanka                                                         |
| 13.   | Itálie         | 0 – 3      | MS 1998 | základní skupina B | Ne                                                                    |
| 14.   | Chile          | 1 – 1      | MS 1998 | základní skupina B | Patrick M’Boma                                                        |
| 15.   | Irsko          | 1 – 1      | MS 2002 | základní skupina E | Patrick M’Boma                                                        |
| 16.   | Saúdská Arábie | 1 – 0      | MS 2002 | základní skupina E | Samuel Eto'o                                                          |
| 17.   | Německo        | 0 – 2      | MS 2002 | základní skupina E | Ne                                                                    |
| 18.   | Japonsko       | 0 – 1      | MS 2010 | základní skupina A | Ne                                                                    |
| 19.   | Dánsko         | 1 – 2      | MS 2010 | základní skupina A | Samuel Eto'o                                                          |
| 20.   | Nizozemsko     | 1 – 2      | MS 2010 | základní skupina A | Samuel Eto'o                                                          |
| 21.   | Mexiko         | 0 – 1      | MS 2014 | základní skupina A | Ne                                                                    |
| 22.   | Chorvatsko     | 0 – 4      | MS 2014 | základní skupina A | Ne                                                                    |
| 23.   | Brazílie       | 1 – 4      | MS 2014 | základní skupina A | Joël Matip                                                            |
| 24.   | Švýcarsko      | 0 – 1      | MS 2022 | základní skupina G | Ne                                                                    |
| 25.   | Srbsko         | 3 – 3      | MS 2022 | základní skupina G | Jean-Charles Castelletto, Vincent Aboubakar, Eric Maxim Choupo-Moting |
| 26.   | Brazílie       | 1 – 0      | MS 2022 | základní skupina G | Vincent Aboubakar                                                     |